# 일반 명령 제1호

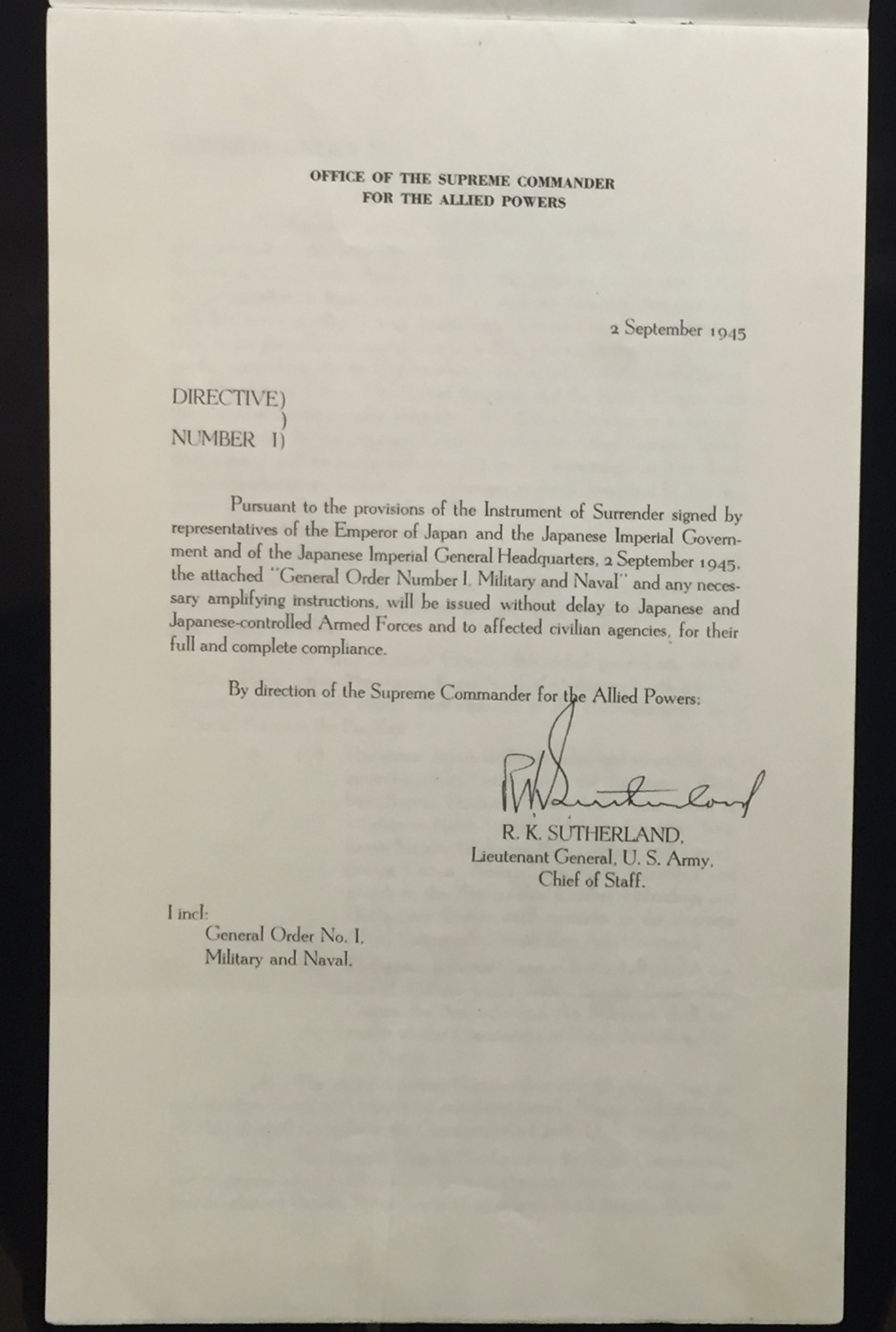
일본 외무성 외교문서관에 보관된 일반 명령 제1호 표지 서한 (2015년 9월 4일)

일반 명령 제1호는 일본의 항복을 위해 미국 미국 합동참모본부가 준비하고 해리 트루먼 미국 대통령이 1945년 8월 17일에 승인한 명령이다.
이 명령은 더글러스 맥아더 장군이 일본의 항복 후 일본 제국 대표에게 발령했고, 이어서 일본 대본영이 1945년 9월 2일에 일본 제국군에 발령했다. 이 명령은 일본군에게 지정된 연합국 사령관에게 항복하고, 모든 현재 군사 배치를 공개하며, 이후 군축을 위해 군사 장비를 보존하도록 지시했다. 또한 일본과 일본이 지배하는 지역을 연합군이 점령할 것을 명시했다.
이 명령은 또한 북위 38도를 경계로 한 한반도 분단으로 이어지는 효과를 가져왔는데, 이 경계 북쪽에 있는 일본군은 소련 극동군 최고사령관에게, 남쪽에 있는 일본군은 미국 태평양 육군 최고사령관에게 각각 1항 (b) 및 (e)에 따라 항복하도록 명령했기 때문이다.

## 같이 보기
- 카이로 선언 (1943년 11월 27일)
- 포츠담 선언 (1945년 7월 26일)
- 옥음방송 (1945년 8월 15일)
- 광복절 (1945년 8월 15일)
- 일본의 항복문서 (1945년 9월 2일)
- 대만광복절 (1945년 10월 25일)
- 샌프란시스코 강화조약 (1951년 9월 8일)

## 참고 문헌
- United States Department of State (1945). “Foreign relations of the United States : diplomatic papers, 1945. The British Commonwealth, the Far East”. 미국 대외 관계 문서 (FRUS). United States Government Printing Office. 635–639쪽.